# Сан Нацаро Вал Каварња
Сан Нацаро Вал Каварња (итал. San Nazzaro Val Cavargna) је насеље у Италији у округу Комо, региону Ломбардија.
Према процени из 2011. у насељу је живело 286 становника. Насеље се налази на надморској висини од 943 м.

## Становништво
Према резултатима пописа становништва 2011. у општини је живело 338 становника.
| 1931. | 1936. | 1951. | 1961. | 1971. | 1981. | 1991. | 2001. | 2011. |
| ----- | ----- | ----- | ----- | ----- | ----- | ----- | ----- | ----- |
| 706   | 673   | 632   | 622   | 564   | 543   | 525   | 419   | 338   |